# Јелена Видић Трнинић
Јелена Видић (Шабац, 1974) је редовни  професор Правног факултета Универзитета у Новом Саду

## Биографија
Рођена је 1974. године у Шапцу, где је завршила основну и средњу школу. Правни факултет Универзитета у Новом Саду уписала је школске 1993/94. године.
У току школовања била је награђена од стране Владе Републике Србије као један од најбољих студената у Србији. Због изузетних резултата у току студирања била је прималац стипендије Министарства за просвету Владе Републике Србије.

## Образовање
Дипломирала је на Правном факултету Универзитета у Новом Саду 1998. године са просечном оценом 9,06. Магистрирала је на истом факултету 2005. године одбранивши рад на тему „Нужно наслеђивање у домаћем и упоредном праву”. На Правном факултету Универзитета у Београду је 2010. године одбранила докторску дисертацију „Наследноправне последице односа сродства, брачне и ванбрачне везе”.
Служи се енглеским језиком.

## Радна места
Након завршетка студија, две године је радила у Општинском суду у Новом Саду као судијски приправник.
Изабрана је у звање асистента приправника за наставни предмет Наследно право на Правном факултету Универзитета у Новом Саду 2001. године.
За асистента на наставном предмету Наследно право, на Правном факултету Универзитета у Новом Саду изабрана је 2005. године, за доцента 2011. године, а за ванредног професора 2016. године.
Предаје предмете Наследно право и Породично право на Општем смеру и Смеру унутрашњих послова почев од школске 2011/2012. године (студентима друге године студија). На дипломским академским студијама (мастер) предаје предмете Упоредно законско наследно право почев од школске 2015/2016. године. На докторским студијама Приватно право предаје Наследно право – одабране теме и Упоредно законско наследно право.
Била је ангажована на Правном факултету Универзитета у Бања Луци да изводи наставу на основним академским студијама из наставног предмета Наследно право, у школској 2014/2015. години, као и у току школске 2015/2016 године.

## Чланство у организацијама и телима
Од 2004-2005. године била је члан Наставно-научног већа Правног факултета Универзитета у Новом Саду.

## Научни рад
Област научног интересовања: Наследно право.
Учествовала је у следећим научноистраживачким пројектима:
„Поводом обележавања двестоте годишњице Првог српског устанка (1804-2004) и изградње модерне српске државе и правног система”, за период од 2004-2005. године, финансиран од стране Правног факултета Универзитета у Новом Саду; „Српско и европско право – Теоријски, социолошки, историјски, позитивноправни и економски аспекти”, за период од 2005-2008. године, финансиран од стране Правног факултета Универзитета у Новом Саду; „Приватно право у Војводини између два светска рата”, за период од 2005-2010. године; „Хармонизација права Републике Србије и права Европске уније – теоријскоправни, социолошкоправни, историјскоправни, позитивноправни и правноекономски аспекти”, за период од 2008-2010. године, финансиран од стране Правног факултета Универзитета у Новом Саду; „Право Србије у европској перспективи”, за период од 2006-2011. године, финансиран од стране Министарства за науку Републике Србије; „Теоријски и практични проблеми стварања и примене права (ЕУ и Србија)”, за период од 2011-2015. године, финансиран од стране Правног факултета Универзитета у Новом Саду; „Биомедицина, заштита животне средине и право”, за период од 2011-2015. године (продужен до краја 2018. године), финансиран од стране Министарства просвете и науке Републике Србије; „Утицај европског и прецедентног права на развој грађанског материјалног и процесног права у Србији и ВојводиниВ, за период од 2011-2015. године, финансиран од стране Покрајинског секретаријата за науку и технолошки развој и „Правна традиција и нови правни изазови”, за период од 2015-2019. године, финансиран од стране Правног факултета Универзитета у Новом Саду.
Учествовала је на више националних и међународних научних скупова и конференција, од којих издваја: Научну конференцију за верификацију резултата рада на научноистраживачком и развојном пројекту „Теоријски и практични проблеми стварања и примене права (ЕУ и Србија)” одржану 18. априла 2012. године на Правном факултету Универзитета у Новом Саду; Округли сто учесника на пројекту „Биомедицина, заштита животне средине и право“ одржан 16. јануара 2014. године на Правном факултету Универзитета у Новом Саду; Научну конференцију за верификацију резултата рада на научноистраживачком и развојном пројекту „Теоријски и практични проблеми стварања и примене права (ЕУ и Србија)” у 2012. и 2013. години одржану 22. јануара 2014. године на Правном факултету Универзитета у Новом Саду; Научну конференцију „Копаоничка школа природног права“, одржану на Копаонику од 12-17. децембра 2014. године; Научни скуп за верификацију резултата рада на пројекту „Биомедицина, заштита животне средине и право“ одржан 23. новембра 2015. године на Правном факултету Универзитета у Новом Саду.
Коаутор је једног монографског дела, а аутор/коаутор око 40 научних радова.

## Изабрана библиографија

### Књиге
- Стојановић, Наташа; Видић Трнинић, Јелена (2015). Поступак за расправљање заоставштине у Србији. Центар за публикације Правног факултета Универзитета у Нишу. ISBN 978-86-7148-205-9.

### Научни радови
- Видић, Јелена (2017). „Ванредни облици завештања у праву Србије и осталим савременим правима Европе” (PDF). Зборник радова Правног факултета у Новом Саду. LI br. 4: 1541—1571. Архивирано из оригинала (PDF) 05. 12. 2021. г. Приступљено 29. 10. 2018.
- Видић Трнинић, Јелена (2016). „Олографски и алографски тестамент у српском и упоредном праву” (PDF). Зборник радова Правног факултета у Новом Саду. L br. 4: 1251—1279. Архивирано из оригинала (PDF) 02. 12. 2021. г. Приступљено 29. 10. 2018.
- Видић Трнинић, Јелена (2015). „Сурогат материнство у праву Србије (de lege lata и de lege ferenda) и праву Македоније” (PDF). Зборник радова Правног факултета у Новом Саду. XLIX br. 3: 1161—1190. Архивирано из оригинала (PDF) 19. 08. 2019. г. Приступљено 29. 10. 2018.
- Видић Трнинић, Јелена (2015). „Утицај заједнице живота, имовинског стања и радне способности наследника на конструкцију правила законског наслеђивања” (PDF). Зборник радова Правног факултета у Новом Саду. XLIX br. 4: 1761—1787. Архивирано из оригинала (PDF) 03. 12. 2021. г. Приступљено 29. 10. 2018.
- Видић Трнинић, Јелена (2014). „Сличности и разлике у положају нужних наследника на простору бивше СФРЈ” (PDF). Зборник радова Правног факултета у Новом Саду. XLVIII br. 4: 217—238. Архивирано из оригинала (PDF) 01. 07. 2021. г. Приступљено 29. 10. 2018.
- Видић Трнинић, Јелена (2013). „Одступања од редовних правила законског наслеђивања на простору бивше СФРЈ (Србија, Словенија, Македонија, Црна Гора, Република Српска)” (PDF). Зборник радова Правног факултета у Новом Саду. XLVII br. 2: 385—417. Архивирано из оригинала (PDF) 20. 11. 2021. г. Приступљено 29. 10. 2018.
- Видић Трнинић, Јелена (2013). „Наследноправни положај сродника у правој усходној и побочној линији, супружника и ванбрачног партнера - упоредноправни преглед -” (PDF). Зборник радова Правног факултета у Новом Саду. XLVII br. 3: 295—330. Архивирано из оригинала (PDF) 05. 12. 2021. г. Приступљено 29. 10. 2018.
- Видић Трнинић, Јелена (2013). „Усклађеност правног третмана огледних животиња у законодавству Србије са законодавством Европске уније” (PDF). Зборник радова Правног факултета у Новом Саду. XLVII br. 4: 239—274. Архивирано из оригинала (PDF) 18. 11. 2021. г. Приступљено 29. 10. 2018.
- Видић Трнинић, Јелена (2012). „Закон као правни основ позивања на наслеђивање на простору бивше СФРЈ (Словенија, Хрватска, Македонија, Црна Гора, Република Српска)” (PDF). Зборник радова Правног факултета у Новом Саду. XLVI br. 2: 269—295. Архивирано из оригинала (PDF) 05. 12. 2021. г. Приступљено 29. 10. 2018.
- Видић, Јелена (2012). „Закон као правни основ позивања на наслеђивање у бившим социјалистичким земљама (Русија, Чешка, Мађарска и Бугарска)” (PDF). Зборник радова Правног факултета у Новом Саду. XLVI br. 2: 369—397. Архивирано из оригинала (PDF) 09. 12. 2021. г. Приступљено 29. 10. 2018.
- Видић Трнинић, Јелена (2012). „Правна заштита кућних љубимаца у домаћем законодавству” (PDF). Зборник радова Правног факултета у Новом Саду. XLVI br. 4: 305—334. Архивирано из оригинала (PDF) 05. 12. 2021. г. Приступљено 29. 10. 2018.
- Видић, Јелена (2011). „Наследноправни положај сродника у правој нисходној линији, супружника и ванбрачног партнера - упоредноправни преглед -” (PDF). Зборник радова Правног факултета у Новом Саду. XLV br. 2: 287—314. Архивирано из оригинала (PDF) 09. 12. 2021. г. Приступљено 29. 10. 2018.
- Видић, Јелена (2011). „Постхумна оплодња и њена наследноправна дејства” (PDF). Зборник радова Правног факултета у Новом Саду. XLV br. 3, II: 553—566. Архивирано из оригинала (PDF) 05. 12. 2021. г. Приступљено 29. 10. 2018.